# Тестостерон (фільм, 2007)
Тестостерон — комедійний фільм 2007 року.

## Сюжет
Чи може бути вдалим весілля без нареченої? Звичайно, так! Весільне застілля — після церемонії одруження, що не відбулася, перетворюється у смішний і абсурдний захід з бійками, тостами й повними перченого польського гумору дискусіями. Тестостерон — перша «гормональна» польська комедія, повна несподіваних поворотів і шокуючи відкриттів у сфері відносин чоловіка й жінки.